# Edme Ferlet
Edme Ferlet fue un profesor, secretario, escritor y canónico de Francia nacido en 1750 y falleció en 24 de noviembre de 1821.

## Biografía
Ferlet fue profesor de bellas letras en la universidad de Nancy y devino enseguida secretario segundo del arzobispo de París bajo C. de Beaumont y de Juigne, y  canónigo de Saint-Louis du Louvre, cargos que desempeñó hasta la época de la revolución francesa, cuando se vio separado de todo hasta que en 1801, cuando el concordato, se vio reinstalado como secretario del arzobispo.
Como escritor dejó varias obras escritas, entre ellas, una de las historias de Tácito Observaciones  literarias, críticas, políticas, militares, geográficas, etc. sobre las historias de Tácito con el texto por Edme Ferlet latino corregido. Obra enriquecida con seis cartas geográficas grabadas por J. Tardieu y una tabla de los movimientos de las legiones romanas para servir a la inteligencia de las operaciones militares, París, 1801, 2 vols. in-8.º. (según Justo Lipsio, de sus ediciones revisadas y anotadas de la obra de Tácito, la primera es de Amberes, 1574; la segunda de 1581, repetidas posteriormente siendo la última en 1600; revisadas y anotadas por Gronovio 1743. 1752 y esta otra "Cornelii Taciti Opera ex recensioni Geogr. Christ. Crolii Editio II auctior et enmendatior curante Fred. Christ. Exter." Biponti, 1792, 1 vol. in-8.º.; De las ediciones modernas destaca " Cornel. Tac. ab J. Lipsio, F. F.Gronovio, N. Heinsio, J.A.Ernestio,J.A.Wolfio,...", Lipsiae, 1831, 2 vols., in-8.º; las traducciones más antiguas y notables al castellano son las de Arias Montano, Antonio de Herrera, Álamos de Barrientos "Tácito español, ilustrado con aforismos por D. Baltasar Álamos de Barrientos", Madrid, Luis Sánchez, 1614. y Cárlos Coloma reimpr. y anot. en 1794, 4 vols. in-4.º por D. S. y D. J. Ezquerra y con texto latino Las obras de Cayo Cornelio Tácito a saber: los Anales, las Historias, la Germania, y la Vida de Julio Agrícola, traducidas al castellano por D. Carlos Coloma y D. Baltasar Álamos de Barrientos, acompañada del texto latino, corregida e ilustrada con la historia crítica de sus ediciones, anotaciones, índices, variantes del texto latino, y la apología de este historiador, por D. Cayetano Sixto Prebístero y D. Joaquín Ezquerra, profesores de letras humanas, Madrid, Imprenta Real, 1794, 1 tomo, in-4.º, pasta, y la de Emanuel Sueyro Las obras de C. Cornelio Tácito traduzidas del latín en castellano por Emanuel Sueyro, natural de la ciudad de Anvers, Madrid, por la viuda de Alonso Martín, 1614, in-4.º, pasta,  y las de Mor de Fuentes y Clemencin Ensayo de traducciones que comprende la Germania, el  Agrícola, y varios trozos de Tácito con algunos de Salustio un discurso preliminar y una epístola a Tácito, Benito Cano, 1798.), sobre filosofía, un elogio del caballero Solignac, oración fúnebre del arzobispo de París, y otras.

## Obras
- Del abuso de la filosofía con relación a la literatura, Nancy, 1773.
- Elogio del caballero de Solignac, secretario del gabinete del difunto rey de Polonia, París, 1774, in-8.º.
- Oración fúnebre de M. de Beaumont, arzobispo de París, París,1784, in-8.º.
- Observations litteraires, critiques, politiques, militaires, geographiques, ect. sur les histories de Tacite, avec le texte latin corrige par Edme Ferlet,....., París, 1801, 2 vols.
- Respuesta de un escrito anónimo titulado Aviso a los lectores sin parcialidad, este aviso era una crítica sobre las observaciones sobre Tácito.
- Reflexiones a una carta dirigida al obispo de Senez con motivo de su oración fúnebre de Luis XV, París, 1776.
- Otras